# ホースバーグ島

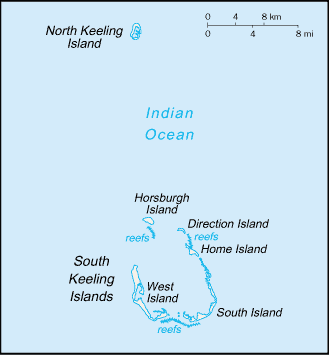

ホースバーグ島（ホースバーグとう、Horsburgh Island）とはインド洋に浮かぶオーストラリア領ココス諸島にある島である。
島の名は19世紀半ばの水路製作者ホースバーグに因んでいる。
この島は浅い珊瑚礁に囲まれており、難破船の船橋が海面に突き出している。
現在ホースバーグ島は無人島だが、ココス諸島の中では地味豊かな土地だったので、19世紀にジョン・クルーニーズ＝ロスがココス諸島に移り住んだ時に、女性達とこの島で野菜栽培をして暮らしていた。女性の若衆宿があり、1年ほども少女達が野菜栽培で過ごしていたと言う。現在、畑があったところは、何もないただの平地になっており、跡地の面影も何も残っていない。
ドイツ海軍の巡洋艦エムデンの襲来に備えた大砲の跡が現在も島にいくつか残っている。
座標: 南緯12度04分36秒 東経96度50分23秒 / 南緯12.0766度 東経96.8397度